# Claudio Vandelli
Pour les articles homonymes, voir Vandelli.
Claudio Vandelli (né le 27 juillet 1961 à Modène) est un coureur cycliste italien. Lors des Jeux olympiques de 1984, il a remporté la médaille d'or du contre-la-montre par équipes avec Marcello Bartalini, Marco Giovannetti et Eros Poli.
Son frère cadet Maurizio a également été coureur cycliste professionnel. 

## Palmarès
- 1984
  -  Champion olympique du contre-la-montre par équipes (avec Marcello Bartalini, Marco Giovannetti et Eros Poli)
  - Tour d'Émilie amateurs
- 1985
  - Sei Giorni del Sole
  - Coppa Varignana
  - Trofeo Minardi
  - Monte Carlo-Alassio
  -  Médaillé de bronze du championnat du monde du contre-la-montre par équipes
- 1989
  -  Champion d'Italie de cyclo-cross
- 1996
  - 3e du championnat d'Italie de cyclo-cross

## Résultats sur le Tour d'Italie
3 participations
- 1986 : abandon (6e étape)
- 1987 : hors délais (8e étape)
- 1988 : 89e